# Produkt-Markt-Matrix

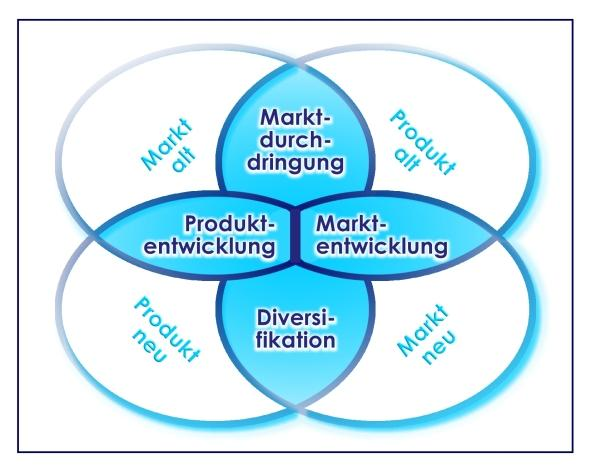
Grafische Darstellung der Elemente aus der originalen Ansoff-Matrix

Die Produkt-Markt-Matrix (auch Ansoff-Matrix, nach ihrem Erfinder Harry Igor Ansoff oder Z-Matrix) ist ein Werkzeug für das strategische Management von Unternehmen. Sie kann einem Management (= Unternehmensführung), das sich für eine Wachstumsstrategie entschieden hat, als Hilfsmittel zur Planung dieses Wachstums dienen.

## Das Original
Die Produkt-Markt-Matrix betrachtet die Potenziale und Risiken von vier möglichen Produkt-Markt-Kombinationen:
|                   | Bestehende Produkte | Neue Produkte      |
| Bestehende Märkte | Marktdurchdringung  | Produktentwicklung |
| Neue Märkte       | Marktentwicklung    | Diversifikation    |

### Marktdurchdringung
Das Unternehmen versucht, in einem bestehenden Markt zu wachsen, indem es den Marktanteil bereits bestehender Produkte durch Marktbearbeitung erhöht. Das geschieht grundsätzlich durch die Erhöhung des Absatzes bei bestehenden Kunden, den Verkauf der Produkte an neue Kunden, die Gewinnung von Kunden, die vorher bei der Konkurrenz gekauft haben, oder eine Kombination aus diesen Möglichkeiten. Diese Strategie birgt ein geringes Risiko, da sie sich der bestehenden Ressourcen und Fähigkeiten bedienen kann. Allerdings ist das Wachstum meist begrenzt: Wenn der Markt gesättigt ist, muss auf eine andere Wachstumsstrategie gewechselt werden.
Der Marktdurchdringungsgrad (englisch penetration rate) errechnet sich dabei wie folgt:
{\displaystyle {\text{Marktdurchdringungsgrad}}={\frac {\text{Anzahl der Kunden eines Unternehmens}}{\text{Gesamtzahl aller potenziellen Kunden auf dem Markt}}}\,\cdot 100\,\%}
Je geringer der Marktdurchdringungsgrad eines Unternehmens ist, umso mehr Marktpotenzial kann es im Rahmen des Marketing für sich ausschöpfen.

### Produktentwicklung
Mit dieser Strategie versuchen Unternehmen, die Bedürfnisse ihres bestehenden Marktes mit neuen Produkten (Innovationen) oder durch die Entwicklung zusätzlicher Produktvarianten, zu befriedigen. Diese Vorgehensweise kann vorteilhaft sein für Unternehmen, deren Stärke sich eher auf einen spezifischen Kundenkreis bezieht, als auf spezifische Produkte. Durch die Notwendigkeit, sich neue Fähigkeiten aneignen zu müssen und die Unwägbarkeit des Erfolges der Neuentwicklung birgt die Produktentwicklung deutlich höhere Risiken als die Marktdurchdringung.

### Marktentwicklung
Das Unternehmen versucht, die Zielgruppe für bereits bestehende Produkte durch Erschließung neuer Marktsegmente oder neuer geographischer Regionen (regional, national, international) zu vergrößern. Diese Strategie ist empfehlenswert für Unternehmen, die ihre Kompetenzen und Philosophie eher auf ein spezifisches Produkt ausgerichtet haben, als auf einen spezifischen Markt. Durch die Expansion in einen neuen, unbekannten Markt ist das Risiko dieser Strategie jedoch höher als das einer bloßen Marktdurchdringung.

### Diversifikation
Die Produktdiversifikation ist die risikoreichste der vier betrachteten Wachstumsstrategien. Sie erfordert nicht nur die Entwicklung eines neuen Produktes, sondern gleichzeitig die Erschließung neuer Märkte. Sie lässt sich im Einzelfall jedoch durch die Chance eines hohen Return on Investment rechtfertigen. Weitere Vorteile können im Einstieg in eine potenziell attraktive Branche liegen oder in der Reduktion des allgemeinen Geschäfts-Portfolio-Risikos.
Abhängig vom Grad der Risikobereitschaft kann man drei Typen der Diversifikationsstruktur unterscheiden:
a) horizontale Diversifikation:
Die Erweiterung des bestehenden Produktprogramms wird mit Produkten vorgenommen, die mit dem ursprünglichen noch in einem sachlichen Zusammenhang stehen.
b) vertikale Diversifikation (Differenzierung):
Dies entspricht der Vergrößerung der Tiefe des Produktprogramms, entweder in Richtung Absatz, also eine Vorwärtsintegration, oder in Richtung Herkunft der Produkte, dies ist eine Rückwärtsintegration.
c) laterale oder diagonale Diversifikation:
Hierbei wird der Vorstoß in gänzlich neue Markt- und Produktgebiete betrachtet. Das Unternehmen muss seine traditionelle Branche verlassen, um in weit entfernte Geschäftsfelder zu investieren. Es besteht hier kein Zusammenhang zum bisherigen Geschäft.
Diese Form wird im Strategischen Marketing auch als risikoreichste Form angesehen.
Als gelungenes Beispiel kann der Einstieg von Mannesmann Ende der 1980er Jahre in den Mobilfunksektor betrachtet werden.

## Erweiterung des Konzepts
In der folgenden Erweiterung der Ansoff-Matrix zeigt Philip Kotler unter Bezugnahme auf Madique & Zirger einen neuen Denkansatz zum Wachstum des Marktanteils.
|                                                | Bestehende Produkte                                                                        | Modifizierte Produkte                                                             | Neue Produkte                                                                      |
| Bestehende Zielgruppe und geographischer Markt | Mehr bestehende Produkte an bestehende Kunden verkaufen (Marktpenetration)                 | Bestehende Produkte modifizieren und mehr davon an bestehende Kunden verkaufen    | Neue Produkte entwerfen, die bestehende Kunden ansprechen (Neuentwicklung)         |
| neuer Geographischer Markt                     | Verkauf bestehender Produkte in anderen geographischen Regionen (geographische Ausdehnung) | Anbieten und Verkauf von modifizierten Produkten in neuen geographischen Regionen | Entwicklung neuer Produkte für potentielle Kunden in neuen geographischen Regionen |
| neue Zielgruppe                                | Vertrieb bestehender Produkte an neue Kundentypen                                          | Angebot und Verkauf modifizierter Produkte an neue Kundentypen                    | Entwicklung neuer Produkte und Verkauf an neue Kundentypen (Diversifikation)       |

Diese Darstellung nimmt weite Definitionen des Original-Modells in die entstehenden fünf zusätzlichen Kategorien auf. Insbesondere in Industrien mit relativ kurzen Produktlebenszyklen kann das neue Modell einfacher angewandt werden, da der Unterschied zwischen einem bestehenden und einem neuen Produkt erhebliche Ausmaße haben kann und zwischen wirklich neuen Ideen häufig Generationen von modifizierten Produkten liegen.

## Kritik
Die Produkt-Markt-Matrix von Ansoff war das erste Analyseraster zur Strategieselektion und das vorherrschende strategische Denkmuster der 1960er und 1970er Jahre. Allerdings gibt es mehrere Faktoren, die das Modell nicht berücksichtigt, sodass dem Aussagewert folgende Einschränkungen gemacht werden müssen:
- Generierung von Strategien beschränkt sich auf wachsende Märkte und auf die Extrapolation und pragmatische Verbesserung der momentanen Situation in einem Unternehmen.
- Interne Schwächen und Stärken der mit dieser Strategie arbeitenden Unternehmen werden nicht aufgedeckt.
- Die Konkurrenzdimension, kunden- und wettbewerbsbezogene Aspekte bleiben außen vor.
- Die Abstimmung der einzelnen strategischen Geschäftseinheiten wird nicht berücksichtigt in Bezug auf die Auslastung ihrer Ressourcen und ihrer Risikosituation.